# ヴァイオリン協奏曲 (フォーレ)

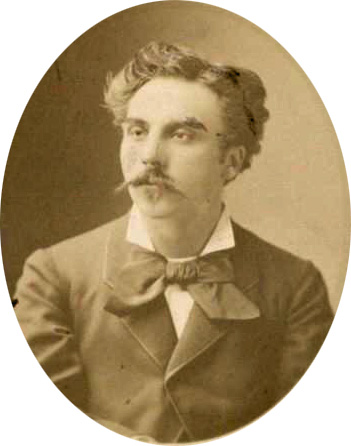
ガブリエル・フォーレ、1875年。

ヴァイオリン協奏曲 ニ短調 作品14 は、ガブリエル・フォーレが1878年から1879年にかけて作曲した未完のヴァイオリン協奏曲。完成した2つの楽章のうち、第1楽章のみが現存している。

## 概要
ヴァイオリンソナタ第1番の成功に続き、フォーレは友人のオヴィッド・ミュザンのためにヴァイオリン協奏曲の作曲を構想した。第2楽章のアンダンテがまず完成され、ミュザンのヴァイオリン、アンドレ・メサジェのピアノにより、1878年12月28日に国民音楽協会において初演された。フォーレは1879年の夏にポーリーヌ・ガルシア＝ヴィアルドに宛てて協奏曲の進捗は気持ちのよいもので、終楽章の素材もあると書き送っているが、これが完成されることはなかった。
第1楽章と第2楽章は1880年4月12日に、ミュザンの独奏、エドゥアール・コロンヌの指揮によって初演されている。『Revue et gazette musicale de Paris』誌は「創意ある」第2楽章を賞賛し、「魅力と情熱に満たされている」と評している。一方で「退屈かつ単調」なアレグロの開始楽章は改訂または破棄すべしとフォーレに忠告している。
放棄された2曲の交響曲の場合と同様、フォーレは後の作品にこの楽曲の素材を再利用している。第1楽章の主題群は40年以上後になって完成された弦楽四重奏曲に取り入れられた。また、第2楽章をヴァイオリンとピアノのためのアンダンテ 作品75に仕立て直し、1897年に出版している。
第1楽章は1985年にBoccaccini & Spadaから初版が出されることになった。第2楽章は遅くとも1924年にはフォーレ自身の手で破棄されたとみられる。彼は10月に妻へこう書き送っている。「パリへ戻ったら毎日少しの時間を割いて『自分の死後に何も残らない』ようにしたいと思うスケッチ、草稿、その他あらゆるものを、『燃やして』貰えるように君に渡していかねばならないね。」

## 楽曲構成
フォーレの構想では、本作は全3楽章で構成されるはずだった。
1. Allegro
2. Andante （破棄 - アンダンテ 作品75へ改作）
3. [Finale] （未完）